# 布雷讷
布雷讷（法語：Brenne，法語發音：[bʁɛn] ⓘ）是法国的一个传统地区，位于中央-盧瓦爾河谷大區安德尔省。